# 庫亞蒙格格蘭特 (新墨西哥州)
庫亞蒙格格蘭特（英語：Cuyamungue Grant）是位於美國新墨西哥州聖菲縣的普查規定居民點。

## 人口
根據2020年美國人口普查的數據，庫亞蒙格格蘭特的面積為6.60平方千米，皆為陸地。當地共有人口184人，而人口密度為每平方千米27.88人。